# 籼稻
稻又稱稻（學名：Oryza sativa subsp. indica），印度型稻，是水稻的一個亞種。秈稻碾出的米叫「秈米」，亦有稱絲苗米（港澳）或在來米（台灣）。与粳稻相比：秈稻生長適合長日照，較耐熱耐旱；生長期較短，可一年兩至三熟，產量高，或可和其他作物輪作；米粒長但粘性差，米粒中蛋白質和直链澱粉含量均较高。

## 概論
稻米可概分為為非洲型與亞洲型兩大品系。亞洲型又可分為秈稻（印度型）、粳稻（日本型、中國型、溫帶稉稻）以及爪哇稻（熱帶稉稻）三大類。
秈稻適合於熱帶與亞熱帶地區種植，原分布在印度半島（印度、巴基斯坦、孟加拉）、錫蘭島、中南半島及中國南部。

## 產地與品種
傳統上，華中、華南、台灣、印度及中南半島種植的為秈稻；而中國淮河以北、西南高海拔地區及朝鮮等地所種植的水稻品種為粳稻。秈稻在長江流域（華中地區）可進行稻麥輪作，在華南地區可實行一年兩熟甚至三熟。著名的有：泰國茉莉香米和增城絲苗。
台灣傳統籼稻品種稱為在來米，於台灣荷治時期與明鄭時期自中國大陸引進。

## 圖集

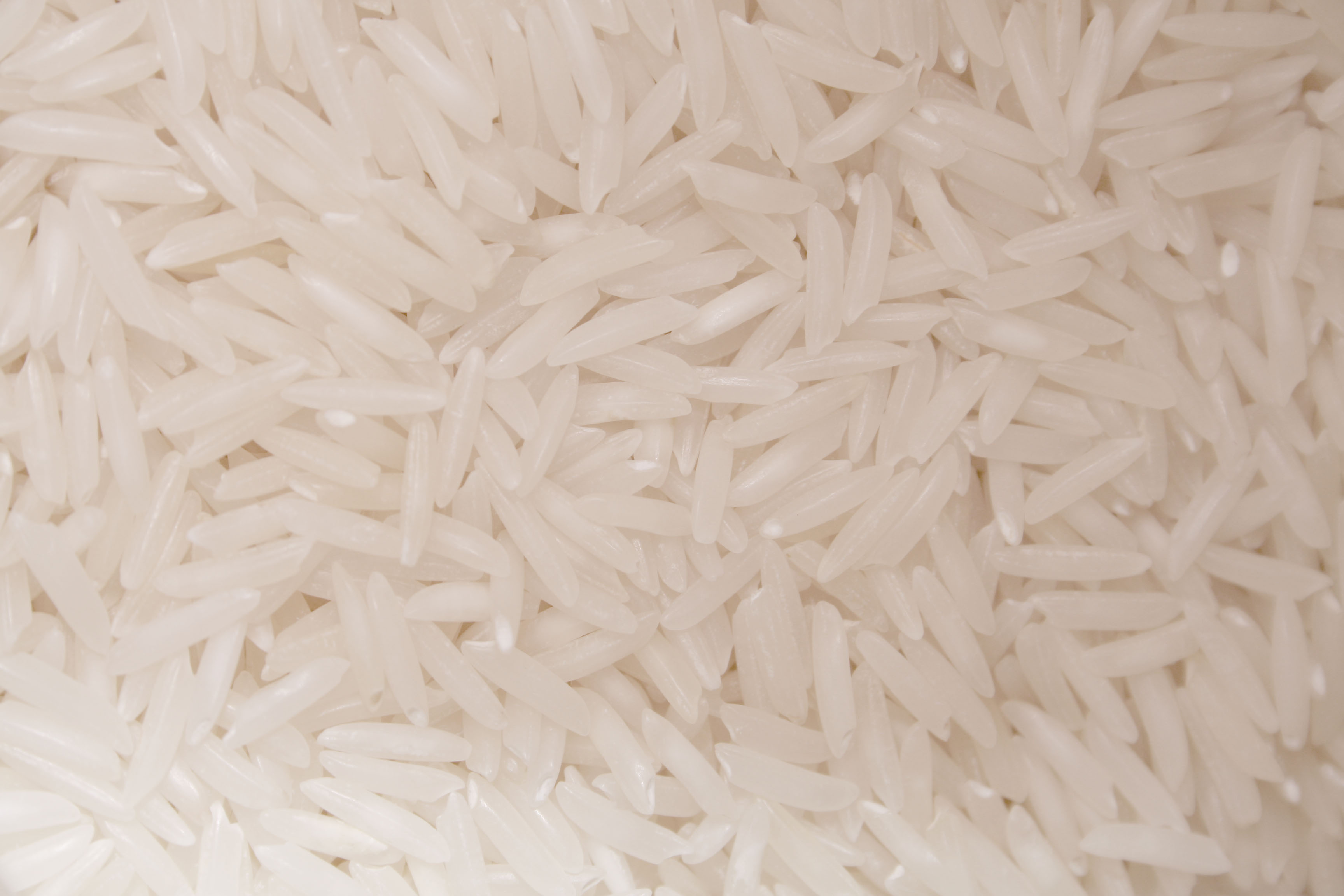
茉莉香米 / 絲苗米(Jasmine)
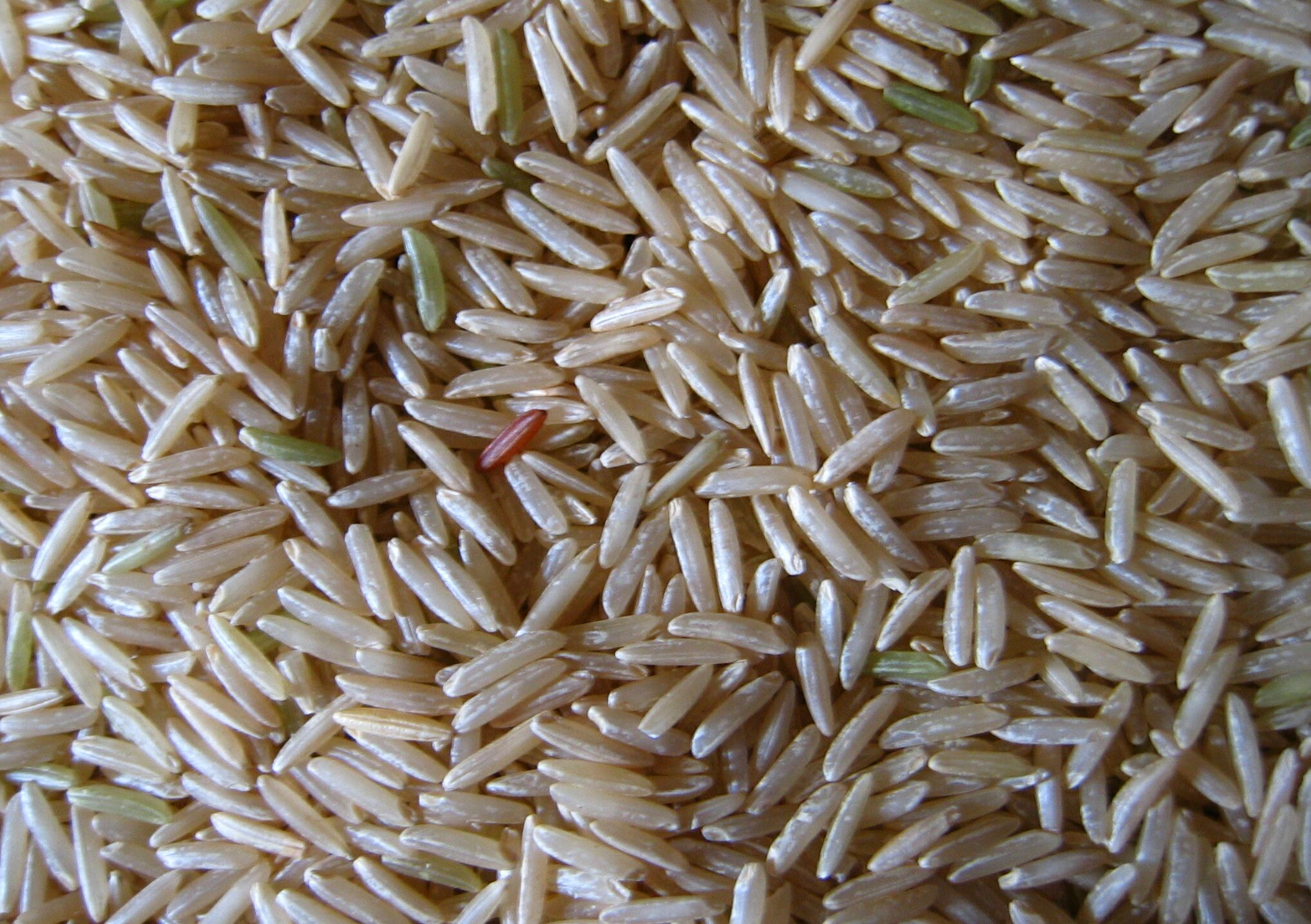
Basmati